# NGC 1567
NGC 1567 (również PGC 14934) – galaktyka eliptyczna (E), znajdująca się w gwiazdozbiorze Rylca. Odkrył ją John Herschel 28 grudnia 1834 roku.